# Vela als Jocs Olímpics d'estiu de 1924 - 6 metres

6 metres

Els 6 metres va ser una de les tres proves de vela que es van disputar al camp de regates de Le Havre durant els Jocs Olímpics de París de 1924. Hi van prendre part 27 navegants en representació de 9 països diferents. Es disputà entre el 21 i el 26 de juliol de 1924.

## Medallistes
| Or                                                                    | Plata                                                         | Bronze                                                              |
| Noruega · Elisabeth VEugen Lunde · Christopher Dahl · Anders Lundgren | Dinamarca · BonzoKnud Degn · Christian Nielsen · Vilhelm Vett | Països Baixos · Willem SixJohan Carp · Anthonij Guépin · Jan Vreede |

## Eliminatòries
Tots els vaixells van participar en les tres curses eliminatòries. Els dos primers de cada regata es classificaven per a la fase final.

### 1a regata
Es disputà el 21 de juliol.
| Pos. | Nació         | Nom de l'embarcació - Regatistes                           | Temps    |
| ---- | ------------- | ---------------------------------------------------------- | -------- |
| 1    | Dinamarca     | Bonzo Vilhelm Vett, Knud Degn, Christian Nielsen           | 2h13'04" |
| 2    | Països Baixos | Willem-Six Joop Carp, Anthonij Guépin, Jan Vreede          | 2h15'21" |
| 3    | Noruega       | Elisabeth V Anders Lundgren, Eugen Lunde, Christopher Dahl | 2h15'45" |
| 4    | Suècia        | Aloha II Nils Rinman, Olle Rinman, Magnus Hellström        | 2h17'53" |
| 5    | Itàlia        | Mebi Carlo Nasi, Cencio Massola, Roberto Moscatelli        | 2h18'25" |
| 6    | Bèlgica       | Ciss Léon Huybrechts, John Klotz, Léopold Standaert        | 2h18'29" |
| 7    | Espanya       | Amolgavar Artur Mas Bové, Santiago Amat, Pere Pi Castelló  | 2h21'35" |
| 8    | França        | Sandra Édouard Moussié, Georges Herpin, Henri Louit        | 2h23'28" |
| -    | Cuba          | Hatuey Enrique Conill, Pedro Cisneros, Antonio Saavedra    | DNF      |

### 2a regata
Es disputà el 22 de juliol.
| Pos. | Nació         | Nom de l'embarcació - Regatistes                           | Temps    |
| ---- | ------------- | ---------------------------------------------------------- | -------- |
| 1    | Noruega       | Elisabeth V Anders Lundgren, Eugen Lunde, Christopher Dahl | 4h34'00" |
| 2    | Dinamarca     | Bonzo Vilhelm Vett, Knud Degn, Christian Nielsen           | 4h35'53" |
| 3    | França        | Sandra Édouard Moussié, Georges Herpin, Henri Louit        | 4h36'56" |
| 4    | Suècia        | Aloha II Nils Rinman, Olle Rinman, Magnus Hellström        | 4h40'35" |
| 5    | Itàlia        | Mebi Carlo Nasi, Cencio Massola, Roberto Moscatelli        | 4h45'38" |
| 6    | Espanya       | Amolgavar Artur Mas Bové, Santiago Amat, Pere Pi Castelló  | 4h53'47" |
| 7    | Bèlgica       | Ciss Léon Huybrechts, John Klotz, Léopold Standaert        | 4h54'15" |
| 8    | Cuba          | Hatuey Enrique Conill, Pedro Cisneros, Antonio Saavedra    | 5h09'25" |
| AC   | Països Baixos | Willem-Six Joop Carp, Anthonij Guépin, Jan Vreede          | DNF      |

### 3a regata
Es disputà el 23 de juliol.
| Pos. | Nació         | Nom de l'embarcació - Regatistes                           | Temps    |
| ---- | ------------- | ---------------------------------------------------------- | -------- |
| 1    | Noruega       | Elisabeth V Anders Lundgren, Eugen Lunde, Christopher Dahl | 1h46'42" |
| 2    | Països Baixos | Willem-Six Joop Carp, Anthonij Guépin, Jan Vreede          | 1h50;14" |
| 3    | Bèlgica       | Ciss Léon Huybrechts, John Klotz, Léopold Standaert        | 1h51'14" |
| 4    | Suècia        | Aloha II Nils Rinman, Olle Rinman, Magnus Hellström        | 1h53'13" |
| 5    | França        | Sandra Édouard Moussié, Georges Herpin, Henri Louit        | 2h07'08" |
| -    | Dinamarca     | Bonzo Vilhelm Vett, Knud Degn, Christian Nielsen           | DNF      |
| -    | Itàlia        | Mebi Carlo Nasi, Cencio Massola, Roberto Moscatelli        | DNF      |
| -    | Espanya       | Amolgavar Artur Mas Bové, Santiago Amat, Pere Pi Castelló  | DNF      |
| -    | Països Baixos | Willem-Six Joop Carp, Anthonij Guépin, Jan Vreede          | DNF      |

## Fase final

### Primera regata
Es disputà el 25 de juliol.
| Pos. | Nació         | Nom de l'embarcació - Regatistes                           | Temps    |
| ---- | ------------- | ---------------------------------------------------------- | -------- |
| 1    | Noruega       | Elisabeth V Anders Lundgren, Eugen Lunde, Christopher Dahl | 2h18'25" |
| 2    | Països Baixos | Willem-Six Joop Carp, Anthonij Guépin, Jan Vreede          | 2h19'35" |
| 3    | Dinamarca     | Bonzo Vilhelm Vett, Knud Degn, Christian Nielsen           | 2h23'06" |

### Segona regata
Es disputà el 26 de juliol.
| Pos. | Nació         | Nom de l'embarcació - Regatistes                           | Temps    |
| ---- | ------------- | ---------------------------------------------------------- | -------- |
| 1    | Noruega       | Elisabeth V Anders Lundgren, Eugen Lunde, Christopher Dahl | 2h02'57" |
| 2    | Dinamarca     | Bonzo Vilhelm Vett, Knud Degn, Christian Nielsen           | 2h05'22" |
| 3    | Països Baixos | Willem-Six Joop Carp, Anthonij Guépin, Jan Vreede          | 2h06'26" |

## Resultat final
| Pos. | Nació         | Nom de l'embarcació - Regatistes                           | Fase Final | Fase Final | Fase Final | Fase Eliminatòria | Fase Eliminatòria | Fase Eliminatòria | Fase Eliminatòria |
| Pos. | Nació         | Nom de l'embarcació - Regatistes                           | 1a         | 2a         | Total      | 1a                | 2a                | 3a                | Total             |
| ---- | ------------- | ---------------------------------------------------------- | ---------- | ---------- | ---------- | ----------------- | ----------------- | ----------------- | ----------------- |
| 1    | Noruega       | Elisabeth V Anders Lundgren, Eugen Lunde, Christopher Dahl | 1          | 1          | 2          | 3                 | 1                 | 1                 | 5                 |
| 2    | Dinamarca     | Bonzo Vilhelm Vett, Knud Degn, Christian Nielsen           | 3          | 2          | 5          | 1                 | 2                 | 8                 | 11                |
| 3    | Països Baixos | Willem-Six Joop Carp, Anthonij Guépin, Jan Vreede          | 2          | 3          | 5          | 2                 | 8                 | 2                 | 12                |
| 4    | Suècia        | Aloha II Nils Rinman, Olle Rinman, Magnus Hellström        |            |            |            | 4                 | 4                 | 4                 | 12                |
| 5    | Bèlgica       | Ciss Léon Huybrechts, John Klotz, Léopold Standaert        |            |            |            | 6                 | 7                 | 3                 | 16                |
| 5    | França        | Sandra Édouard Moussié, Georges Herpin, Henri Louit        |            |            |            | 8                 | 3                 | 5                 | 16                |
| 7    | Itàlia        | Mebi Carlo Nasi, Cencio Massola, Roberto Moscatelli        |            |            |            | 5                 | 5                 | 8                 | 18                |
| 8    | Espanya       | Amolgavar Artur Mas Bové, Santiago Amat, Pere Pi Castelló  |            |            |            | 7                 | 6                 | 8                 | 21                |
| 9    | Cuba          | Hatuey Enrique Conill, Pedro Cisneros, Antonio Saavedra    |            |            |            | 8                 | 8                 | 8                 | 24                |